# Fourneaux, Savoie
Fourneaux este o comună în departamentul Savoie din sud-estul Franței. În 2009 avea o populație de 800 de locuitori.

## Evoluția populației
| An        | 1975  | 1982  | 1990  | 1999 | 2006 | 2009 |
| --------- | ----- | ----- | ----- | ---- | ---- | ---- |
| Populație | 1.554 | 1.304 | 1.078 | 883  | 808  | 800  |